# カン・ウンタク
カン・ウンタク（ハングル：강은탁、漢字：姜恩卓、本名：シン・スルギ、1982年8月16日 - ）は、韓国の俳優。体重76kg。ソウル芸術大学演劇科卒業。父は、映画監督のシン・ウチョル。

## 経歴・人物
- 2001年、アンドレ・キムのファッションモデルとしてデビュー。
- 2006年、MBCで放送された時代劇ドラマ『朱蒙』で俳優デビューを果たす。
- 長い下積み時代を経て、2014年のテレビドラマ『輝いてスングム』の主演に抜擢される[1]。
- 『白夜姫』や『最後まで愛』、『復讐の花束をあなたに』などの多くの大人気愛憎復讐劇に出演してきたため、" マクチャン・プリンス " と呼ばれている。

## 出演
- 朱蒙（2006年 - 2007年、MBC） - チャンス役
- シークレット・ルーム（2007年、OCN） - ピョン・ギス役
- エデンの東（2008年、MBC） - ハン・スジェ役
- 風吹くよき日（2010年、KBS） - チェ・ギチョル役
- 輝いてスングム（原題：スングム～金色の大地）（2014年、KBS） - 主演：カン・ウチャン役
- 白夜姫（2014年 - 2015年、MBC） - チャン・ファオム役
- 秋のカノン（原題：美しいあなた）（2015年 - 2016年、MBC） - ハ・ジニョン役
- 愛はぽろぽろ（2016年 - 2017年、SBS） - 主演：パク・ウヒョク役
- 最後まで愛（2018年、KBS） - 主演：ユン・ジョンハン役
- 復讐の花束をあなたに（原題：秘密の男）（2020年 - 2021年、KBS） - 主演：イ・テプン / ユ・ミニョク役
- 紳士とお嬢さん（2021年、KBS2） - チャ・ゴン役

### 映画
- シークレット・ミッション（2013年）
- Sunshine（2015年） - 主演：カン・シンウン役

### 劇場アニメ
- そばの花、運のいい日、そして春春（2014年） - 主演：トンクァン役

## 受賞
- 2018 KBS演技大賞 優秀演技賞（『最後まで愛』）
- 2020 KBS演技大賞 連続ドラマ部門 最優秀賞（『復讐の花束をあなたに』）